# Sitio de Gibraltar (1727)

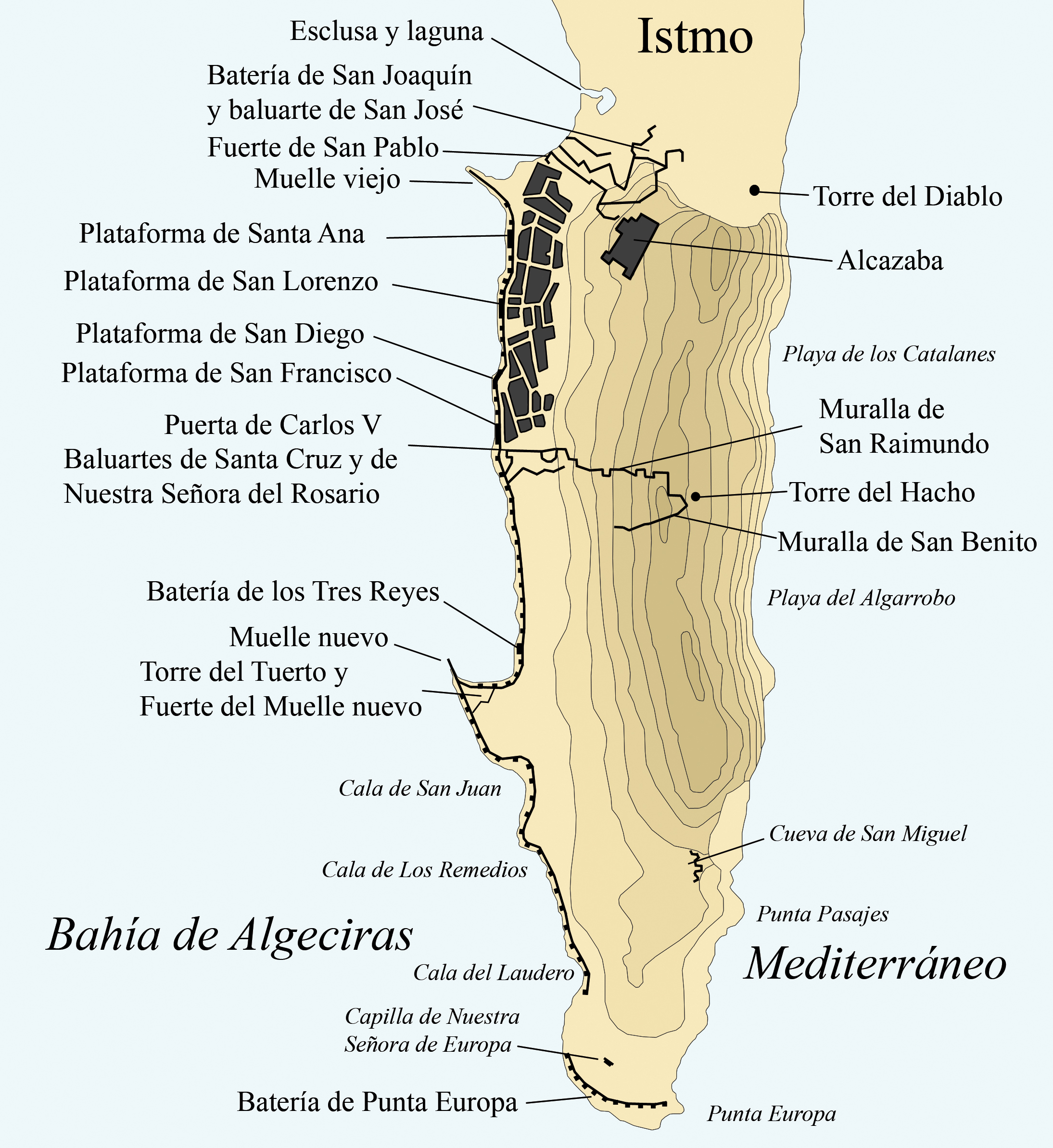
Defensas de Gibraltar de 1704, que con leves modificaciones se mantuvieron iguales en el asedio de 1727.

El asedio a Gibraltar de 1727 fue el segundo llevado a cabo por las tropas españolas, tras el primer sitio de 1704 con la intención de recuperar la ciudad de Gibraltar tras haber sido esta tomada en 1704 por la coalición anglo-neerlandesa en la guerra de sucesión española.

## Antecedentes
Las Monarquías de España y de Gran Bretaña firmaron en 1713 el Tratado de Utrecht mediante cuyo artículo décimo Felipe V de España cedía la propiedad de Gibraltar a la reina Ana de Inglaterra. Durante los primeros años después del tratado las relaciones entre las dos monarquías fueron tornándose hostiles. Diversos episodios diplomáticos entre los dos países y la nueva alianza entre las monarquías de Gran Bretaña y de Francia sellada con el Tratado de Hannover en 1725 llevaron a la corte española a tomar la decisión de volver a sitiar la ciudad de Gibraltar alegando el incumplimiento del tratado de Utrecht, a lo que se sumó el bloqueo inglés de Portobelo en 1726. De este modo desde primeros de enero de 1727 se aumentó el número de efectivos en el campamento español al norte de Gibraltar; a pesar de la inminente guerra los sitiadores no contaban con suficientes medios para hacer frente a la contienda. El encargado de comandar el ejército español sería esta vez el Conde de las Torres; también es mandado llamar el ingeniero militar Jorge Próspero de Verboom para hacerse cargo del cuerpo de ingenieros.

## El segundo sitio a Gibraltar
Los primeros movimientos por parte de tropas españolas provocaron un reforzamiento en las fuerzas presentes en la plaza con el objetivo de defenderse de un nuevo sitio, de este modo el almirante Thomas Hopson llegó a la ciudad con tres batallones y diez compañías de guarda que aumentaban las escasas fuerzas presentes, unos mil quinientos hombres. Por mar la plaza contaría desde el 13 de febrero con la presencia de cuatro navíos, cuatro fragatas y dos bombarderas al mando del almirante Sir Charles Wager junto a tres batallones más.
Como en el sitio anterior las primeras acciones de las tropas españolas fueron la creación de las estructuras necesarias para llevar a cabo la empresa. De este modo se inició la construcción de una fuerte batería de costa en la zona norte del istmo. Como no se había declarado formalmente la guerra el gobernador inglés en la plaza, el coronel Jasper Clayton, eleva una queja formal por lo que para él era una usurpación ilegal de los términos reconocidos por el tratado de Utrecht a Gibraltar. La respuesta del Conde de las Torres fue que la construcción se hacía en términos españoles pues el tratado sólo contemplaba la soberanía de la ciudad intramuros. El gobierno de Gibraltar no considera satisfactoria esta respuesta y acuerda abrir fuego contra los ya considerados sitiadores. De este modo, bajo fuego inglés continua la construcción de la batería y de otra más junto a ella con una dotación artillera de ocho cañones y doce morteros además de las nuevas trincheras del istmo.
Poco tiempo después acabarían las obras y estas primeras baterías logran hacer retirarse a los buques ingleses que continuamente impedían los trabajos de fortificación. Sin estos buques se pudieron construir dos baterías más en el istmo, una de ellas, denominada de Braus se encontraba frente a la Puerta de Tierra y otra denominada de las Horcas estaba en una zona llamada Lengua del Diablo que hacia fuego contra el muelle norte de Gibraltar todas ellas bajo la dirección de Don Antonio Montagut que poco más tarde abandonaría el sitio por desavenencias con el Conde de las Torres. Estas baterías sin embargo resultaron inútiles para la labor que debían realizar pues cuando se pudieron realizar los primeros disparos contra las murallas y el muelle viejo se comprobó que se encontraban demasiado alejadas de sus objetivos.
El 23 de marzo llegaron a la bahía de Algeciras dos navíos y una fragata ingleses que atacaron la zona cercana al campamento español hundiendo varias barcazas de aprovisionamiento y pretendiendo luego desembarcar el la desembocadura del río Guadiaro; la salida desde el campamento de dos compañías de granaderos y caballería frustró los planes ingleses de atacar por tierra a los españoles. El fuego desde la ciudad de Gibraltar comenzó a ser tan intenso sobre las tropas que construían las trincheras que a partir del 12 de abril sólo pudieron realizar su trabajo durante la noche. Las obras en las baterías que fueron levantadas en sustitución de las anteriores acabaron el día 7 de mayo e inmediatamente comenzaron a bombardear la muralla norte de Gibraltar. El baluarte de San Pedro y la batería de la Reina Ana, así como todo el lienzo de muralla que unía la Puerta de Tierra con el muelle fueron gravemente dañados y redujeron su fuerza de fuego notablemente. Ante la inminente ruptura del frente norte los británicos tuvieron que improvisar una batería de fortuna junto a los restos de la de la Reina Ana con tan buen acierto que causaron graves daños en las trincheras y en las baterías españolas más próximas. En Gibraltar se comprendió que podía hacerse más daño en los sitiadores con baterías artilladas en las faldas del monte pues aquellas que se encontraban a nivel del mar, cerca del muelle, habían resultado inútiles; por ello mientras se reconstruían las baterías en la parte española se hacía lo propio en la parte británica.
El descontento se hacía entonces con el campamento español, los trabajos en las trincheras resultaban inútiles y el fuego de las baterías de Gibraltar causaban más daño que el que podían causar los sitiadores desde las suyas. Varios oficiales españoles mandaron sus quejas al ministro de la guerra, el Marqués de Castelar, mientras el Conde de las Torres por su parte mandaba noticias positivas al Rey.

## La llegada de la paz
El día 23 de junio se recibieron nuevas órdenes desde la corte española. Se convocó al gobernador de Gibraltar Lord Portmore a una conferencia con el Conde de las Torres, desde Gibraltar acudió el Coronel Roche. En el encuentro se acordaron los términos del armisticio mandado desde Madrid y se suspendían las acciones armadas en Gibraltar mientras que se mantenían las trincheras del istmo y el campamento español; según el tratado tampoco podría existir circulación de personas ni correspondencia entre Gibraltar y la parte española.
El motivo de este cambio de actitud por parte de la corte española fue la firma de los preliminares del Congreso de Soissons que se celebraría un año después por recomendación de la Santa Sede. Los preliminares fueron firmados por Francia, Inglaterra, Austria, los Países Bajos y España el 19 de junio de 1727. A pesar del acuerdo no se levantó el sitio mientras se perfilaban los detalles del suceso. Viéndose desde Inglaterra que este tratado podía no llegar a buen fin envió a Gibraltar seis navíos. En la parte española se observaban estos movimientos con reticencias y mientras se recibían nuevas noticias del Conde de las Torres que había acudido a Madrid, su sustituto el Conde de Montemar ordenó reconstruir la batería de Tessé y construir una nueva línea de trincheras que comunicara las dos orillas del istmo. El 6 de marzo de 1728 se firma en Madrid el Convenio de El Pardo por el que se acuerda levantar el sitio a la ciudad, se retirarán las tropas y destruirán las trincheras. Poco después España presentará sus quejas y reclamaciones sobre Gibraltar en el congreso celebrado en Soissons el 14 de junio.